# Henry de Jouvenel
Henry de Jouvenel, född 5 april 1876 i Paris, död där 5 oktober 1935, var en fransk baron och politiker. Han var bror till Robert de Jouvenel och far till Bertrand de Jouvenel samt 1912–1923 gift med Sidonie Gabrielle Colette.
Jouvenel var en framstående journalist och redaktör för Le Matin. Han blev senator 1921 och anslöt sig där till demokratiska vänstern och invaldes i utrikesutskottet. I egenskap av fransk delegerad vid Nationernas förbunds möte 1922 tog Jouvenel aktiv del i arbetet för intellektuellt samarbete. Han var undervisningsminister i Raymond Poincarés regering 1924 och överkommissarie i Syrien 1925–1927, där han verkade för landets pacificering. Från 1933 var Jouvenel fransk ambassadör i Rom.